# Міністерство бавовництва Української РСР
Міністерство бавовництва Української РСР — союзно-республіканське міністерство, входило до системи органів сільського господарства СРСР і підлягало в своїй діяльності Раді Міністрів УРСР і Міністерству бавовництва СРСР.

## Історія
Створене 1950 року. Ліквідоване 1953 року.

## Міністри бавовництва УРСР
- Алексеєвський Євген Євгенович (1950—1953)